# Ыун, Ян
Ян Ыун (эст. Jan Õun; 8 февраля 1977, Таллин) — эстонский футболист, защитник и нападающий. Выступал за национальную сборную Эстонии.

## Биография

### Клубная карьера
Воспитанник таллинской футбольной секции «ЛСМК/Пантрид». Взрослую карьеру начал в сезоне 1993/94 в составе таллинской «Нормы», сыграв один матч в чемпионате, команда стала серебряным призёром чемпионата Эстонии.
С 1994 года в течение восьми лет выступал за клубы, входившие в систему таллинской «Флоры» — команды из посёлка Лелле, «Тервис» (Пярну), «Тулевик», «Валга», «Курессааре». В составе «Тулевика» провёл пять сезонов, становился серебряным призёром чемпионата Эстонии и двукратным финалистом Кубка страны.
С 2002 года до конца карьеры играл за любительские клубы низших дивизионов.

### Карьера в сборной
Выступал за юношеские и молодёжные сборные Эстонии, начиная с 16 лет.
В 1995 году был вызван в национальную сборную Эстонии перед Кубком Балтии. Дебютный матч сыграл 19 мая 1995 года против Латвии, а всего на турнире принял участие в обоих матчах. Новый вызов в сборную получил спустя три года, сыграв в сентябре 1998 года в товарищеском матче против Египта, а в ноябре того же года — в товарищеском матче с Азербайджаном. Все четыре своих матча провёл не полностью.

## Достижения
- Серебряный призёр чемпионата Эстонии: 1993/94, 1999
- Финалист Кубка Эстонии: 1998/99, 1999/00